# Wanambi
Wanambi is een mythologische slang die in de mythologie van de Australische Aboriginals in een waterhol dicht bij de hoogste rots van Kata Tjuṯa, Wanambi-pidi leeft. De haren van de slang zijn de donkere lijnen op de oostkant van de rots. De wind die door de vele gaten van de rots waait is zijn adem. Als de slang erg boos is zwelt deze aan tot een orkaan.